# Chiesa dei Santi Filippo e Giacomo (Castelleone)
La chiesa dei Santi Filippo e Giacomo è la parrocchiale di Castelleone, in provincia e diocesi di Cremona; fa parte della zona pastorale 2.

## Storia
La primitiva chiesa di Castelleone venne costruita nel 1188.

La prima pietra della nuova parrocchiale fu posta il 4 maggio del 1517; l'edificio, progettato da Agostino Fonduli e da Antonio da Crema, venne ultimato nel 1551.
Dalla relazione della visita pastorale del 1600 del vescovo Cesare Speciano s'apprende che la cura d'anime era retta da due parroci coadiuvati da altri trentuno sacerdoti e che la chiesa, che aveva come filiali gli oratori di San Giovanni di Gerusalemme, di Santa Marta, di Sant'Omobono, di San Pietro Martire, di San Rocco, di San Giacomo, di Santa Maria della Stella, di San Vittore, dei Santi Dionigi e Vincenzo a Vallotta e le chiesette di San Latino, di San Rocco di fuori, di Santa Maria della Misericordia, dello Spirito Santo, di Sant'Antonio, di Santa Margherita, di Santa Maria a Trignano e di San Giovanni Decollato a Gramignana, era a capo di un vicariato, che comprendeva anche le parrocchie di Fiesco, Salvirola, Corte Madama, San Bassano, Santa Maria dei Sabbioni, Cornaletto e Gombito.
Nel 1786 risultava che il clero della parrocchia fosse composto dal parroco, da due curati coadiutori, da ventitré sacerdoti e, pure, da sei chierici e che i fedeli fossero 4240, saliti a 4500 nel 1821.
Nel 1885 l'edificio fu ampliato con la costituzione di tre cappelle laterali. Nel 1894 la Fonderia Barigozzi di milano provvide alla fusione di un nuovo concerto di 9 campane in Sib2, 8 + semitono. Il 29 settembre 1975 il vicariato di Castelleone venne soppresso in seguito all'emanazione del decreto del vescovo Giuseppe Amari che stabiliva che i vicariati fossero sostituiti dalle zone pastorali. Nel 1991 la fonderia Capanni di Castelnovo rifuse la campana maggiore dopo che la precedente si era crepata. 

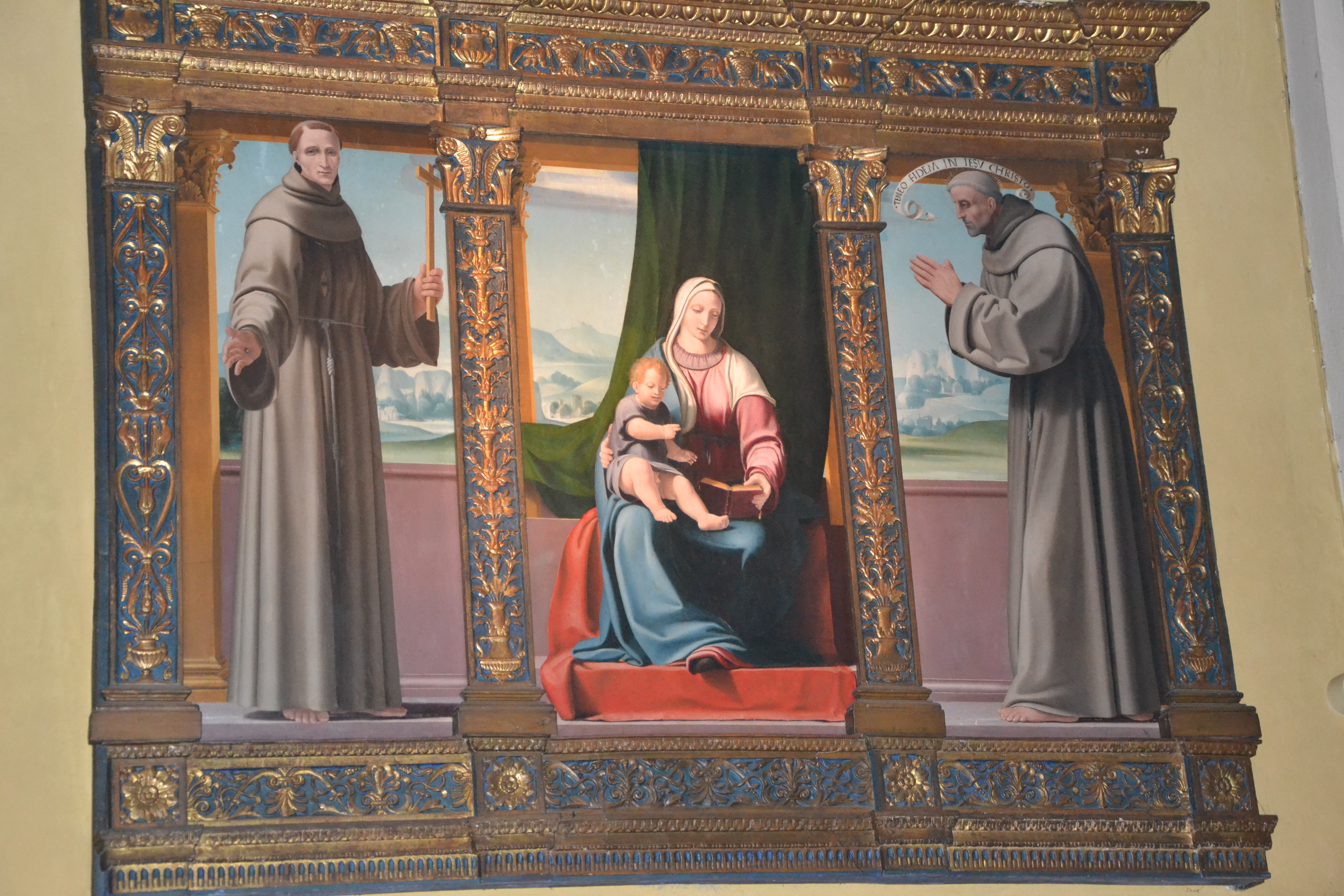
Trittico di Pedro Fernández de Murcia-San Francesco d'Assisi, la Madonna col Bambino e il beato Amedeo Mandez

## Descrizione

### Interno
L'interno della chiesa è a tre navate divise in cinque campate; opere di pregio qui conservate sono il trittico raffigurante San Francesco d'Assisi, la Madonna col Bambino e il beato Amedeo Mandez, realizzato tra il 1517 ed il 1518 da Pedro Fernández de Murcia, la Deposizione con San Pietro Martire, eseguito nel XVI secolo da Carlo Urbino, il Cristo risorto con due angeli ceroferari, opera di Giulio Campi del 1546, e una tela che rappresenta la Beata Vergine del Carmine col Bambino assieme ai Santi Filippo, Giacomo, Margherita e Maddalena, dipinta nel 1640 da Luigi Miradori.